# 佐藤謙治
佐藤 謙治（さとう けんじ、1971年10月3日 - ）は、茨城県石岡市出身の日本の元プロ野球選手（投手、内野手）。右投右打。

## 来歴・人物
幼少期は少年野球の杉並ライオンズに所属していた。石岡市立石岡中学校では野球部に所属し新人戦県大会でチームが準優勝する一方、3年生時の放送陸上競技大会では100 mに11秒1の記録で優勝したこともあった。
茨城県立茨城東高等学校に進学後、2年生時に投手に転向した。1989年のドラフト外で読売ジャイアンツに入団した。
巨人入団後に野手に再転向した。一軍での出場がないまま、1995年限りで引退。

## 年度別投手成績
- 一軍公式戦出場なし

## 年度別打撃成績
- 一軍公式戦出場なし

## 詳細情報

### 背番号
- 68（1990年 - 1995年）